# Buonanotte Penny/Il tempio dell'amore
Buonanotte Penny/Il tempio dell'amore è un singolo dei Pooh, pubblicato nell'ottobre del 1968 dalla casa discografica Vedette.

## Descrizione
Si tratta del primo lavoro di Dodi Battaglia nei Pooh, chiamato a sostituire alla chitarra Mario Goretti. L'LP Contrasto, pubblicato a luglio dello stesso anno, conteneva il brano Il cane d'oro, versione con testo totalmente diverso di Buonanotte Penny, mentre Il tempio dell'amore differiva per l'arrangiamento. Con l'addio di Mario Goretti i Pooh cominciano a guardarsi intorno per trovare un valente chitarrista da inserire in formazione; le loro speranze vengono ben presto riposte in un giovane chitarrista bolognese di 17 anni, Donato Battaglia detto Dody. Entrato nel gruppo nell'autunno 1968, dopo un'estate di trepidante attesa, al giovane chitarrista viene subito presentato un brano che riesca a bissare il successo del vincente brano Piccola Katy, fino ad allora il singolo dei Pooh con maggior successo. Il brano, cantato da Dodi alla sua prima esibizione vocale nel suo nuovo gruppo, è la storia dell'amore tra un musicista e una fan, sbocciato durante i vari concerti in cui la giovane si ritrovava sotto il palco ad ascoltare le canzoni del suo idolo. Da segnalare un notevole assolo di chitarra elettrica a metà brano.

## Tracce
LATO A
1. Buonanotte Penny (testo: Pantros – musica: Henri Tical)

LATO B
1. Il tempio dell'amore (testo: Pantros – musica: Francesco Anselmo)

## Formazione 1968
- Valerio Negrini - voce, batteria
- Roby Facchinetti - voce, tastiere
- Riccardo Fogli - voce, basso
- Dodi Battaglia - voce, chitarra

## Formazione 1988
- Stefano D'Orazio - voce, batteria
- Roby Facchinetti - voce, tastiere
- Red Canzian - voce, basso
- Dodi Battaglia - voce, chitarra